# Bagi Zsolt
| Bagi Zsolt                                | Bagi Zsolt                                                                                 |
| Kattints az alábbi külső linkek egyikére! | Kattints az alábbi külső linkek egyikére!                                                  |
| ----------------------------------------- | ------------------------------------------------------------------------------------------ |
| Nem található szabad kép.(?)              |                                                                                            |
| külső link · jogvédett                    | Helyes Katalin: Bagi Zsolt: A múlt jelenné változtatása. Litera. Interjú-2016. március 15. |

Bagi Zsolt (Szikszó, 1975. január 21. –) filozófiatörténész, irodalmár, esztéta, a Pécsi Tudományegyetem Bölcsészettudományi Kara Filozófia és Művészetelméleti Intézetének docense.

## Élete és munkássága
A középiskolát a budapesti Verebély László Szakközépiskola és Szakiskolában végezte el. Egyetemi tanulmányait a Pécsi Tudományegyetemen folytatta, ahol tagja volt a Modern Irodalomtörténeti és Irodalomelméleti Tanszék keretein belül működő Sensus csoportnak, és ahol Maurice Merleau-Ponty és Michel Foucault interszubjektivitás-elméletével, valamint az irodalmi nyelv fenomenológiájával foglalkozott. 2004-ben az Université Paris XII. hallgatója, ahol Edmund Husserl filozófiáját kutatta. A doktori címet a budapesti Eötvös Loránd Tudományegyetemen szerezte meg 2010-ben Az irodalmi nyelv fenomenológiája című disszertációjával.
2009-től a pécsi Kerényi Károly Szakkollégium vezető tanára közel nyolc éven keresztül. A 2012-es egyetemista- és diáktüntetések ideje alatt a Hallgatói Hálózat tagjaként blogot vezetett A tömeg erejével címen, a pécsi egyetemisták által szervezett Szabadegyetemen pedig beszédet mondott. Jelenleg a budapesti Politikatudományi Intézet Társadalomelméleti Műhelyének tagja.
Bagi Zsolt kutatási területei a 17. századi racionalizmus, a kortárs francia filozófia, az irodalomtudomány és az esztétika. Nádas Péter és Mészöly Miklós írói munkásságával, a leírás fogalmával, a művészet és emancipáció összefüggéseivel több tanulmányban is foglalkozik. A Pécsi Tudományegyetemen többek között Gilles Deleuze-ről, Georg Wilhelm Friedrich Hegelről és Karl Marxról tart szemináriumokat.

## Főbb művei
- Az esztétikai hatalom elmélete – Kulturális felszabadítás egy újbarokk korban, Napvilág Kiadó (2017)[6]
- Pontos észrevételek Mészöly Miklóstól Nádas Péterig és vissza. Tanulmányok; szerk. Bagi Zsolt; Jelenkor, Pécs, 2015 (Sensus füzetek)
- Helyi arcok, egyetemes tekintetek. Facies localis universi, Miskolc, Szépmesterségek Alapítvány (2012)[7]
- Az irodalmi nyelv fenomenológiája, Budapest, Balassi Kiadó (2006)
- A körülírás. Nádas Péter: Emlékiratok könyve, Pécs, Jelenkor (2005)[8]